# Diablowina
Diablowina (niem. Teufelsturm, słow. Diablovina, węg. Ördög-torony) – tatrzański szczyt o wysokości 2379 m (według starszych pomiarów 2390 m lub 2375 m) położony na terenie Słowacji w Grani Baszt (Hrebeň bášt), rozdzielającej doliny: Młynicką (Mlynická dolina) i Mięguszowiecką (Mengusovská dolina).
Tradycyjnie rozumiany masyw Diablowiny znajduje się między Diablą Przełęczą (2319 m) a Szatanią Przełęczą (2323 m). W takim ujęciu oprócz głównego wierzchołka należą do niego jeszcze 3 turnie:
- w północno-zachodniej grani Diabla Turnia (Zlatinská veža), oddzielona od głównego wierzchołka Diablą Przełączką Wyżnią (Zlatinská štrbina),
- w południowo-wschodniej grani Piekielnikowa Turnia (Pekelník, 2370 m), oddzielona od Diablowiny Piekielnikową Przełączką (Pekelníkova štrbina),
- Czarci Róg (2350 m) – urwista skała wznosząca się ok. 30 m nad Szatanią Przełęczą, od Piekielnikowej Turni oddzielona Czarcią Szczerbiną[4].

Wysokości obiektów podawane przez Wielką encyklopedię tatrzańską wskazywały na wyraźnie większą wybitność Diablowiny (90 m), niż późniejsze pomiary innych autorów (60 m) oraz najnowsze dane z lotniczego skaningu laserowego (56 m).
Szczyt Diablowiny znajduje się pomiędzy Diablą Przełęczą Wyżnią (2343 m) a Piekielnikową Przełączką (2353 m). Jest drugim co do wysokości szczytem Grani Baszt (po Szatanie). Na wschód opada ścianą o wysokości około 200 m do środkowej części Szataniego Żlebu. Jej dolną część tworzy olbrzymia, prawie pionowa płyta, w górnej części znajduje się zacięcie równoległe do zacięcia opadającego z Diablej Przełęczy Wyżniej. Zachodnia ściana opada do Diablej Zatoki w Dolinie Młynickiej. Z prawej strony (patrząc od dołu) ogranicza ją depresja opadająca z Piekielnikowej Przełączki. Około 50 m pod granią łączy się ona ze żlebkiem Czarciej Szczerbiny. Z lewej strony ograniczenie tworzy żleb z Diablej Przełęczy Wyżniej, do którego krawędź ściany opada pionowymi ściankami w dolnej i górnej części. W środkowej części ścianki zanikają, dzięki czemu jest możliwość przetrawersowania ze ściany do żlebu. Dolna część ściany to urwisko, środkową tworzą średnio strome tarasy, najwyższa część zbudowana jest z litej i dobrze urzeźbionej skały. W dolnej części ściana rozdwaja się tworząc dwa żebra obejmujące kruchy komin.

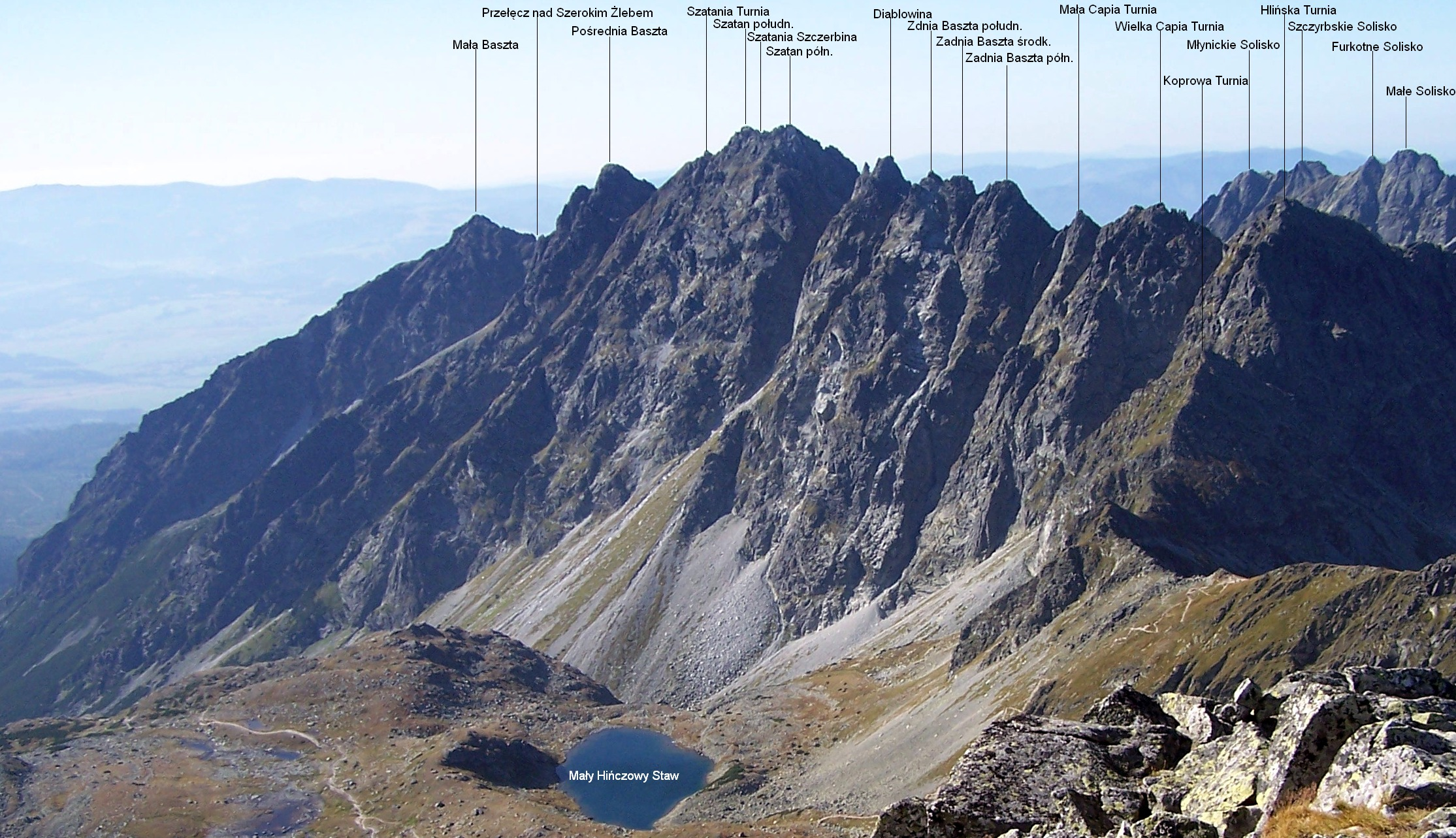
Widok z Mięguszowieckiego Szczytu
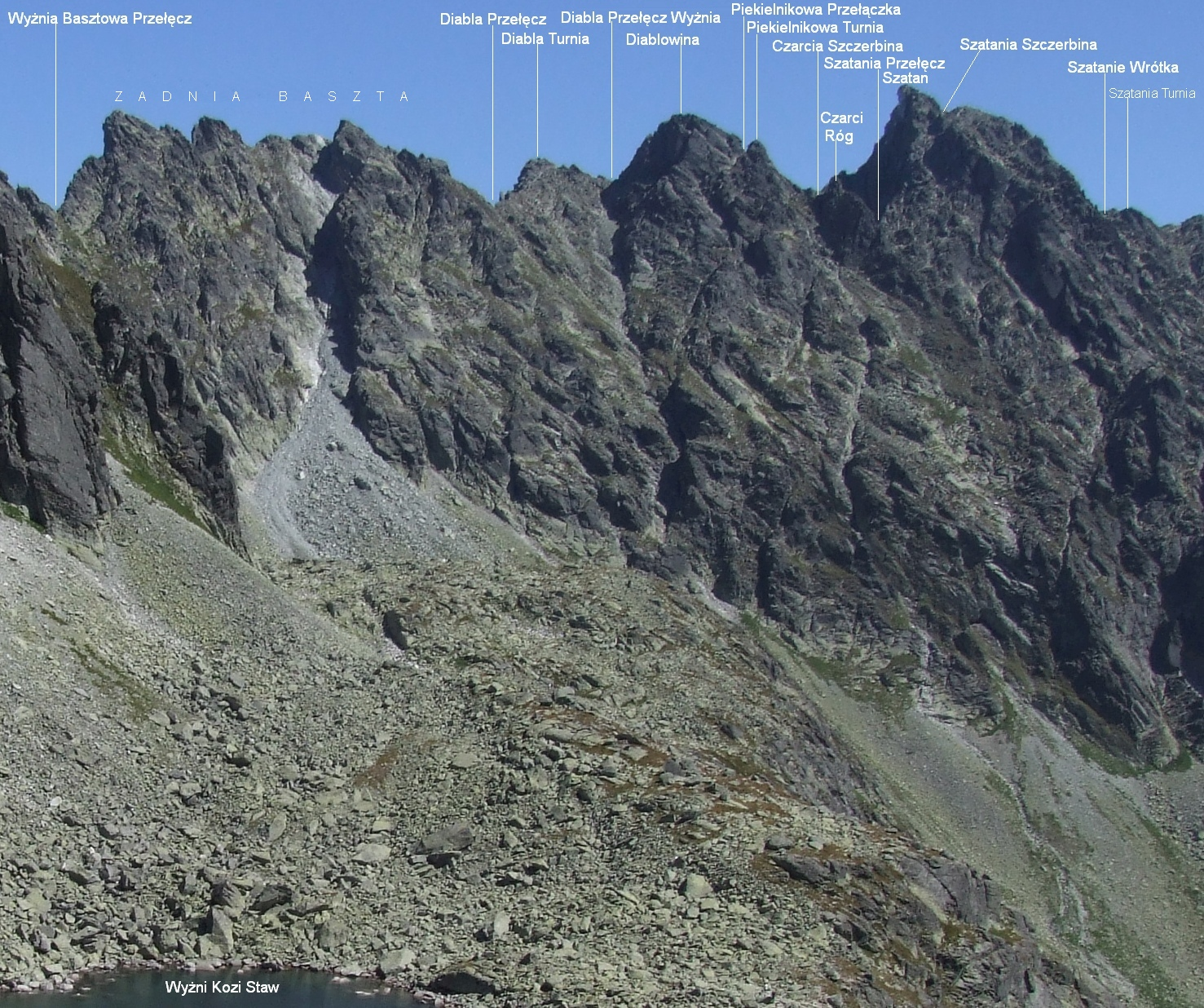
Widok z Doliny Młynickiej

## Taternictwo
Przez Diablowinę nie prowadzą żadne znakowane szlaki, można jednak wejść na szczyt z uprawnionym przewodnikiem. Najłatwiejsze podejście prowadzi z Szatana, na którego można wejść z Doliny Młynickiej dość łatwą drogą oznaczoną kopczykami (tylko z uprawnionym przewodnikiem). Przejście z Szatana na Diablowinę przez Szatanią Przełęcz jest trudniejsze, zajmuje ok. 45 min, ekspozycja jest umiarkowana, skała pewna.
Pierwsze odnotowane wejście
- latem – Günter Oskar Dyhrenfurth, Hermann Rumpelt 13 czerwca 1907 r., podczas przejścia Grani Baszt
- zimą – Alfréd Grósz, Zoltán Neupauer 8 lutego 1914 r.

Drogi wspinaczkowe
1. Grań z Diablej na Szatanią Przełęcz; 0, I lub III w skali tatrzańskiej (w zależności od wariantu), czas przejścia 20-45 min
2. Zachodnią ścianą, z Doliny Młynickiej; I, 1 godz.[4]

WSCHODNIA ŚCIANA
1. Prawą częścią ściany; V, 2 godz. 30 min
2. Wschodnią ścianą; V+, 4 godz.
3. Stredom platni; V+, 5 godz.[4]